# 文茨皮尔斯机场
文茨皮尔斯机场（IATA：VNT，ICAO：EVVA），是位于拉脱维亚文茨皮尔斯的一座机场。该机场与里加国际机场、利耶帕亚国际机场是拉脱维亚最主要的三座机场。
文茨皮尔斯机场建于1975年。当时有一条沥青混凝土铺成的1300米×35米跑道和一个100米×100米的停机坪，仅能起降小型飞机。定期航线只有两条：文茨皮尔斯-里加与文茨皮尔斯-圣彼得堡。1983年，由于政治因素，政府决定关闭文茨皮尔斯机场。直到1990年代中期，恢复通航的计划才被提起。经过长期的工作，文茨皮尔斯机场完成复航准备。拉脱维亚的国家航空公司波罗的海航空于2008年4月11日开通该机场复航后的首条航线：文茨皮尔斯-里加，但数月之后就因客流量过低而取消。